# Christian Wilhelm Michael Grein
Christian Wilhelm Michael Grein (* 16. Oktober 1825 in Willingshausen; † 15. Juni 1877 in Hannover) war ein deutscher Anglist.

## Leben
Er studierte von 1844 bis 1849 in Marburg und Jena Mathematik und Naturwissenschaften und hörte germanistische Vorlesungen bei Franz Dietrich. 1865 wurde er zum Archivar und Mitglied der Direktion des kurfürstlichen Haus- und Staatsarchivs zu Kassel ernannt. 1873 erfolgte die Ernennung zum außerordentlichen Professor der Universität Marburg. 1876 wurde er an das Archiv in Hannover versetzt.

## Schriften (Auswahl)
- Der Heliand oder die altsächsische Evangelienharmonie. Stabreimend übersetzt. Rinteln 1854.
- Ablaut, Reduplication und secundäre Wurzeln der starken Verba im Deutschen. Eine sprachgeschichtliche Untersuchung. Göttingen 1862.
- Das Hildebrandslied. Nach der Handschrift von Neuem herausgegeben, kritisch bearbeitet und erläutert nebst Bemerkungen über die ehemaligen Fulder Codices der Kasseler Bibliothek. Kassel 1880.
- Beowulf. Kassel 1883.